# Federico Bonazzoli
Federico Bonazzoli (Manerbio, 21 mei 1997) is een Italiaans voetballer die doorgaans als aanvaller speelt. Hij verruilde Internazionale in februari 2015 voor UC Sampdoria.

## Clubcarrière
Bonazzoli debuteerde op 18 mei 2014 in het betaald voetbal in het shirt van Internazionale. Daarmee speelde hij toen op de laatste speeldag van het seizoen 2013/14 in de Serie A tegen Chievo Verona. Inter verloor in Verona met 2-1 na twee doelpunten van ex-Interista Victor Obinna. Bonazzoli mocht na 85 minuten invallen voor Rubén Botta, waarmee hij de jongste speler werd die ooit in actie kwam in de Serie A in het shirt van Inter.

## Interlandcarrière
Bonazzoli kwam uit voor diverse Italiaanse nationale jeugdelftallen. Hij scoorde onder meer vier doelpunten in 17 interlands voor Italië –17. In 2013 debuteerde hij in Italië –18 en in 2014 in Italië –21.
1 Paleari ·
2 Bayeye ·
3 Schuurs ·
4 Walukiewicz ·
5 Masina ·
7 Karamoh ·
8 Ilić ·
9 Sanabria ·
10 Vlašić ·
13 Maripán ·
16 Pedersen ·
17 Donnarumma ·
18 Adams ·
20 Lazaro ·
21 Dembélé ·
23 Coco ·
24 Sosa ·
26 İlkhan ·
27 Vojvoda ·
28 Ricci ·
32 Milinković-Savić ·
61 Tameze ·
66 Gineitis ·
72 Ciammaglichella ·
77 Linetty ·
79 Savva ·
91 Zapata  ·
92 Njie ·
Coach: Vanoli